# Czesław Kunert
Czesław Leon Kunert (ur. 28 marca 1883, zm. po 31 sierpnia 1935) – polski inżynier, podpułkownik dyplomowany artylerii i uzbrojenia Wojska Polskiego.

## Życiorys
14 października 1920 roku został przyjęty do Wojska Polskiego z Armii Belgijskiej, z zatwierdzeniem posiadanego stopnia porucznika artylerii, z zaliczeniem do Rezerwy armii i jednoczesnym powołaniem do służby czynnej na czas wojny aż do demobilizacji oraz przydzielony do 17 pułku artylerii polowej. 1 czerwca 1921 roku pełnił służbę w Głównym Centrum Wyszkolenia w Poznaniu, a jego oddziałem macierzystym pozostawał 17 pułk artylerii polowej. 3 maja 1922 został zweryfikowany w stopniu majora ze starszeństwem z dniem 1 czerwca 1919 i 134. lokatą w korpusie oficerów artylerii. W 1923 pełnił służbę w Szkole Strzeleckiej Artylerii w Toruniu. Z dniem 1 listopada 1924 został przydzielony do macierzystego 17 pap z równoczesnym odkomenderowaniem do Wyższej Szkoły Wojennej (franc. École Supérieure de Guerre) w Paryżu na okres dwóch lat. Z dniem 1 stycznia 1927 został przeniesiony do dyspozycji szefa Sztabu Generalnego „z równoczesnym przeniesieniem służbowym do Oddziału III Sztabu Generalnego na przeciąg 3 miesięcy”. W maju 1927 został przeniesiony do Obozu Szkolnego Artylerii w Toruniu na stanowisko dyrektora nauk. 23 stycznia 1928 awansował na podpułkownika ze starszeństwem z dniem 1 stycznia 1928 i 11. lokatą w korpusie oficerów artylerii. W 1928 pełnił służbę w Centrum Wyszkolenia Artylerii w Toruniu, pozostając oficerem nadetatowym 17 pułku artylerii polowej w Gnieźnie. W grudniu 1929 został przeniesiony ze Szkoły Strzelania Artylerii w Toruniu do 2 pułku artylerii ciężkiej w Chełmie na stanowisko zastępcy dowódcy pułku. W marcu 1931 został przeniesiony do Instytutu Badań Materiałów Uzbrojenia w Warszawie na stanowisko kierownika Pracowni Naukowo-Doświadczalnej Centrali Badań Poligonowych w Zielonce. W marcu 1932 został przeniesiony z korpusu oficerów artylerii do korpusu oficerów uzbrojenia z pozostawieniem na zajmowanym stanowisku oraz starszeństwem z 1 stycznia 1928 i 1,4. lokatą. W lipcu 1932 został pierwszym kierownikiem Centrum Badań Balistycznych w Zielonce. Z dniem 31 sierpnia 1935 został przeniesiony w stan spoczynku. 

## Ordery i odznaczenia
- Krzyż Niepodległości (20 lipca 1932)[16]
- Złoty Krzyż Zasługi (24 maja 1929)[17]
- Order Leopolda (Belgia)
- Krzyż Wojenny (Belgia)
- Medal Pamiątkowy Wielkiej Wojny (III Republika Francuska)
- Medal Zwycięstwa („Médaille Interalliée”)